# Yasmine Al Massri
Yasmine Al Massri est une actrice américano- libanaise, née au Liban le 21 novembre 1978.
Elle est connue grâce à son rôle principal en 2007 dans le film Caramel ainsi que dans la série télévisée Quantico (diffusée en France en juillet/août 2016), où elle incarne les jumelles Nimah et Raina Amin, 2 jeunes élèves se faisant passer pour une seule et même recrue à Quantico.

## Biographie
Elle est née au Liban d'un père Palestinien et d'une mère égyptienne. Elle déménage à Paris pour ses études. En 2007, elle est diplômée de l'École nationale supérieure des beaux-arts. Après ça, elle quitte la France pour les États-Unis afin de lancer sa carrière d'actrice.
Le 4 juillet 2024, avant le deuxième tour des élections législatives en France, elle publie une vidéo en français sur son compte Instagram, pour encourager ses abonnés français à voter pour le Nouveau Front populaire.

## Filmographie sélective
- 2007 : Caramel de Nadine Labaki : Nisrine
- 2008 : Grenades et myrrhe de Najwa Najjar : Kamar
- 2010 : Miral de Julian Schnabel : Nadia
- 2014 : Crossbones (série TV) : Selima El Sharad
- 2015-2018 : Quantico (série TV) : Raina et Nimah Amin (saisons 1 et 2)
- 2017 : New York, unité spéciale : Tara Sidnana (saison 19, épisode 11)
- 2020 : Castlevania : Morana (voix)
- 2025 : Palestine 36 d'Annemarie Jacir